# Panzootia
Una panzootia (del griego παν pan todos + ζόιον zoo animal) es una epizootia (un brote de una enfermedad infecciosa de animales) que se propaga a través de una región de gran tamaño, como un continente o varios países, o incluso en todo el mundo. El equivalente en poblaciones humanas se denomina pandemia.
Una panzootia puede comenzar cuando tres condiciones se han cumplido:
- La aparición de una nueva enfermedad en una población.
- El agente infecta a una especie y causa enfermedades graves.
- El agente se propaga fácilmente y de manera sostenible entre los animales.

Una enfermedad o condición no es una panzootia simplemente porque se haya extendido o porque mate a un gran número de animales, sino que también requiere ser de tipo infecciosa. Por ejemplo, el cáncer es responsable de un gran número de muertes, pero no se considera una panzootia porque la enfermedad es, en general, no infecciosa.